# Raleigh McKenzie

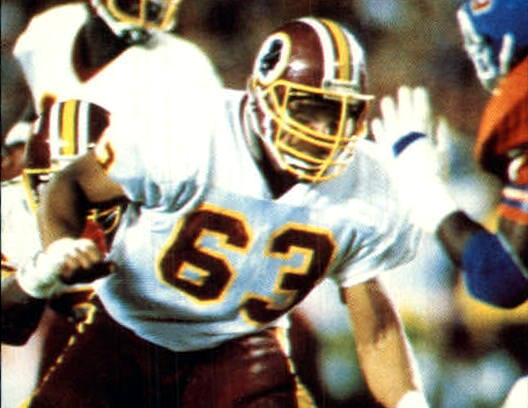
Imagem do ex-jogador de futebol americano estadunidense Raleigh McKenzie.

Raleigh McKenzie é um ex-jogador profissional de futebol americano estadunidense que foi campeão da temporada de 1991 da National Football League jogando pelo Washington Redskins.